# 真鍋光広
真鍋 光広（まなべ みつひろ、1939年〈昭和14年〉11月16日 - ）は、日本の政治家。
元衆議院議員（1期）、まなべ光広財政研究所所長。香川県出身。

## 経歴
- 高松高等学校卒業。
- 1962年 - 東京大学法学部卒業、大蔵省入省。国際金融局外資課。
入省同期に、小川是（大蔵事務次官、国税庁長官）、藤井威（内閣内政審議室長、理財局長）、津野修、藤原和人ら。
- 近畿財務局理財部金融課[1]。
- 1967年 - 大阪国税局加古川税務署長[2]。
- 国際金融局国際収支課、総務課各課長補佐、大臣官房企画課長補佐[1]。
- 1972年5月 - 日本貿易振興会バンクーバー事務所[1]。
- 1975年7月 - 国際金融局投資第一課長補佐[1]。
- 1977年7月 - 企画官、国際金融局総務課[1]。
- 1978年 - 近畿財務局理財部長
- 1980年 - 主税局国際租税課長
- 1981年 - 主税局税制第三課長[2]。
- 1983年 - 理財局地方資金課長
- 1983年12月 - 第37回衆議院議員総選挙で落選。（無所属）
- 1986年7月 - 第38回衆議院議員総選挙で落選。（無所属）
- 1990年2月 - 第39回衆議院議員総選挙で初当選。(自由民主党公認)
- 1993年7月 - 第40回衆議院議員総選挙で落選。（自由民主党公認）
  - 落選後、新党さきがけに参加。
- 1996年10月 - 第41回衆議院議員総選挙で落選。（香川1区・民主党公認）
- 1997年 - 多田羅譲治らと共に「市民・ネットワーク・パーティ（民主党香川）」を結党。
- 2000年6月 - 第42回衆議院議員総選挙で落選。（香川2区・民主党公認）
- 2003年11月 - 第43回衆議院議員総選挙で落選し政界引退。（香川県第2区・民主党公認）民主党香川県連代表を退任。